# Megan Thomson
Megan Thomson es una deportista neozelandesa que compite en vela en la modalidad de match race. Ganó dos medallas en el Campeonato Mundial de Match Race Femenino, bronce en 2022 y plata en 2024.

## Palmarés internacional
| Campeonato Mundial | Campeonato Mundial       | Campeonato Mundial | Campeonato Mundial |
| Año                | Lugar                    | Medalla            | Clase              |
| ------------------ | ------------------------ | ------------------ | ------------------ |
| 2022               | Auckland (Nueva Zelanda) | Medalla de bronce  | Match race         |
| 2024               | Yeda (Arabia Saudita)    | Medalla de plata   | Match race         |